# Stanisław Kiałka
Artykuł ten został zgłoszony do umieszczenia na stronie głównej w rubryce „Czy wiesz”.
Pomóż nam go sprawdzić: oceń zgłoszoną nominację.
Stanisław Kiałka, pseud. „Bolesław”, „Drzewica”, „Jelonek”, „Kaziuńcio”, „Szarotka”, „Ślęczek”  (ur. 7 września 1911 w Słupi Kapitulnej, zm. 30 maja 1980 we Wrocławiu ) – oficer AK, więzień gułagu.

## Życiorys
Syn Felicjana i Katarzyny z domu Jaśkiewicz. Ukończył gimnazjum w Rawiczu, po czym w latach 1928–1930 odbywał nowicjat w zakonie jezuickim w Kaliszu , w którym uzyskał niższe święcenia . Maturę uzyskał w Pińsku w 1934 i od tegoż roku studiował filozofię na Uniwersytecie Jagiellońskim, kończąc ją w 1937. W tym samym roku wyjechał do Wilna i podjął na tamtejszym uniwersytecie studia matematyki oraz fizyki. W obliczu agresji Niemiec na Polskę we wrześniu 1939 został żołnierzem. Jako sanitariusz brał udział m.in. w obrona Lwowa . 
Po klęsce polskiej armii, wraz z kilkoma innymi klerykami jezuickimi i za zgodą przełożonych jezuickich , zaczął w październiku 1939 działalność konspiracyjną w Służbie Zwycięstwu Polski (a następnie Związku Walki Zbrojnej)  , organizując w Wilnie pracownię fałszującą dokumenty, początkowo paszporty dla polskich żołnierzy zbiegłych z litewskich obozów internowania, którzy chcieli przedostać się na Zachód. Pracownia działała również podczas okupacji sowieckiej, a następnie niemieckiej, znacznie rozszerzając wówczas asortyment podrabianych papierów, tworząc oprócz paszportów, także m.in. metryki chrztu, kartki żywnościowe, karty meldunkowe i wizy, m.in. wizy Mandżukuo dla przebywających w Wilnie Żydów. Fałszowano też pieczęcie urzędowe okupantów. Szacuje się, że ta komórka ZWZ, a później AK wytworzyła ok. 90 tys. różnych dokumentów . 
Kiałka był jednym z pracowników wykonujących podróbki i kierownikiem całej pracowni do lutego 1942  . W pierwszych miesiącach 1942  został adiutantem dowódcy Okręgu Wilno AK Aleksandra Krzyżanowskiego i mianowano go podporucznikiem. W okręgu pełnił różne funkcje, m.in. kierował działem łączności, finansowym (1941–V 1944) i kwatermistrzostwa (1942, 1943)  . Zainicjował powstanie grupy łączniczek "Kozy". Organizował na terenie okręgu Akcję N , uczestniczył też w akcjach bojowych. Wziął udział w walkach w Wilnie w ramach operacji „Ostra Brama”, odnosząc ranę. Po wyzdrowieniu dalej uczestniczył w ruchu niepodległościowym, w efekcie czego NKWD aresztowało go w styczniu 1945. Otrzymał wyrok 15 lat więzienia i został wysłany do łagru w Workucie, gdzie spędził 11 lat. W 1956 zwolniony, zamieszkał we Wrocławiu , wystąpił z zakonu i podjął pracę w miejscowej Akademii Sztuk Pięknych, gdzie był nauczycielem sztukatorstwa . Jednocześnie zaczął gromadzić materiały z dziejów wileńskiej AK. W tym celu zbierał relacje, wspomnienia i wszelkie dokumenty od członków organizacji. Tak uzyskane archiwalia trafiły po jego śmierci do Ossolineum i są ważnym źródłem badań naukowych dziejów AK na Wileńszczyźnie i Nowogródczyźnie . Ponadto znane są fotografie potajemnie wykonane przez niego w łagrze workuckim własnoręcznie skonstruowanym aparatem . 
We Wrocławiu ożenił się z Wandą Cejko, członkinią AK, zesłaną do łagrów. Żona współtworzyła z mężem archiwum AK i później przekazała je do Ossolineum  . 
Stanisław Kiałka pochowany jest na wrocławskim cmentarzu św. Wawrzyńca .

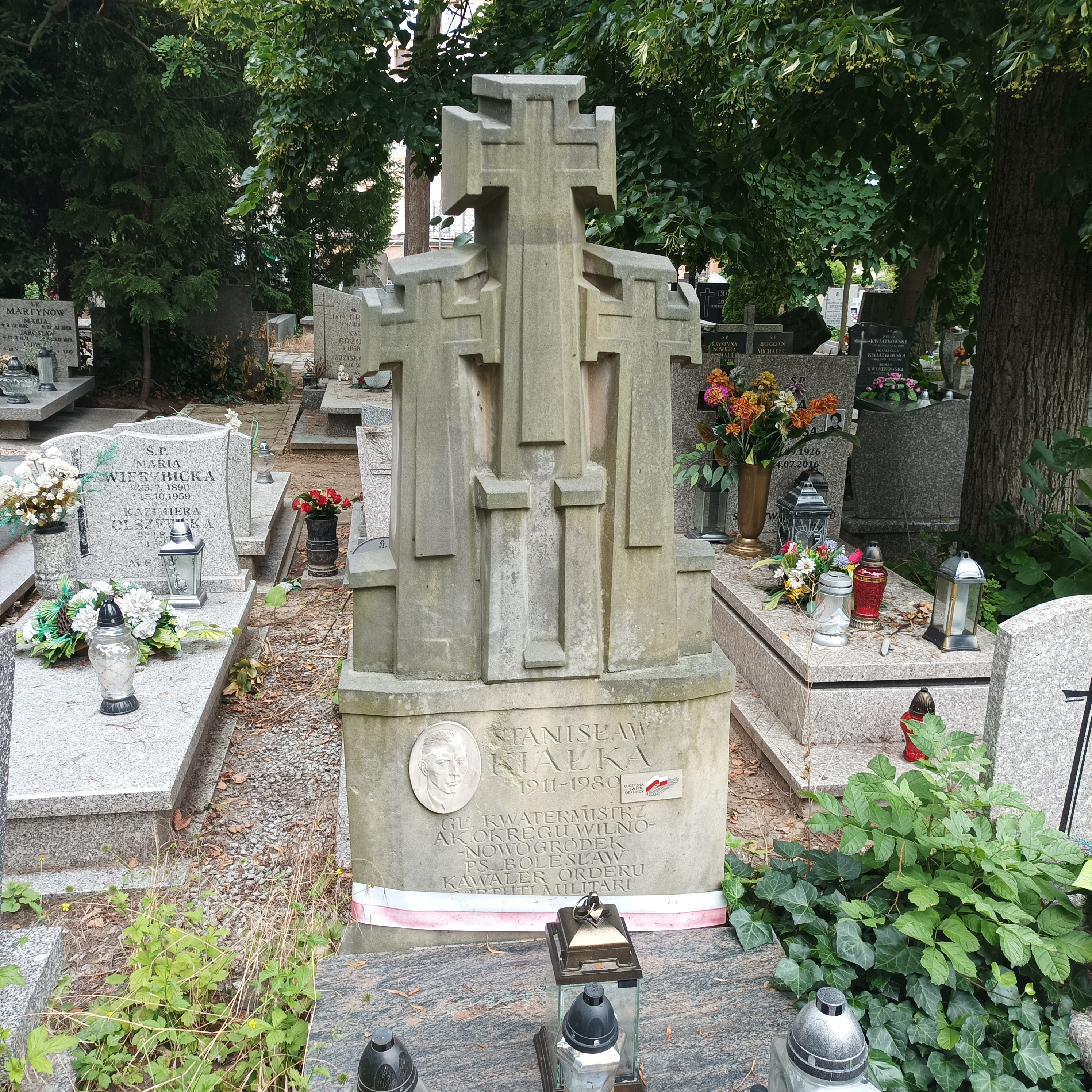
Grób Stanisława Kiałki na Cmentarzu św. Wawrzyńca

Postaci S. Kiałki poświęcona jest książka Jana Malinowskiego Stanisław Kiałka – legenda wileńskiej konspiracji: materiały biograficzne i pisma wybrane (Bydgoszcz, Towarzystwo Miłośników Wilna i Ziemi Wileńskiej. Oddział, 2000, ISBN 83-87865-15-X).

## Odznaczenia
Źródło :
- Order Virtuti Militari V kl.
- Krzyż Walecznych
- Srebrny Krzyż Zasługi z Mieczami
- Krzyż Armii Krajowej
- Krzyż Partyzancki
- Medal Wojska
- Odznaka „Zasłużony Działacz Kultury”